# 奧莫爾
奧莫爾（瑞典語：Åmål）是瑞典西约塔兰省奥莫尔市镇的城区。2010年，有人口9,065人。